# Hansi Küpper
Hans Georg „Hansi“ Küpper (* 20. Februar 1961 in Essen) ist ein deutscher Fußballkommentator.

## Leben
Hansi Küpper begann bereits als vierjähriger Junge mit dem Fußballspielen. Später war er Mittelfeldspieler bei SSV Werne und wurde mit der A-Jugend Westdeutscher Vizemeister. Ab 1989 kommentierte er Bundesligaspiele für die ARD-Bundesligakonferenz im Radio. In dieser Zeit arbeitete er beim WDR in Köln. Außerdem kommentierte er bei tm3, Sat.1, Premiere, DSF und in der Saison 2006/07 für den damaligen Bundesliga-Sender Arena, bis dieser nach nur einem Jahr die Bundesligarechte an Premiere übertrug. Ab der Saison 2007/08 war er wieder bei Premiere angestellt. Dort war er für die Fußball-Bundesliga, den DFB-Pokal und die UEFA Champions League zuständig. Seit der Saison 2009/10 kommentierte er für die Telekom das Bundesligaformat LIGA total! und auch bei Sat. 1 Spiele der UEFA Europa League und bis 2012 auch Spiele der UEFA Champions League.
Allgemein bekannt ist sein Kommentar am letzten Spieltag der Saison 2000/01: „Der deutsche Meister im Jahre 2001 heißt Schalke 04.“ Küpper kommentierte die Partie HSV gegen Bayern München in die Premiere-Konferenz. Sergej Barbarez hatte gegen die Münchener zum 1:0 getroffen, womit Schalke 04, das zeitgleich SpVgg Unterhaching bezwang, die Meisterschaft gewonnen hätte. Meister wurde aber nach dem Ausgleich in der 94. Minute der FC Bayern. Des Weiteren ist er bekennender Fan von Borussia Dortmund. Von 2010 bis 2017 hatte Küpper eine unter dem Titel Hansi Mondiale gleichlautende feste Kolumne in der Stadionzeitschrift Echt bzw. in der Mitgliederzeitschrift Borussia. Von 2013 bis 2017 kommentiert er für Sport1.FM und Sport1. Seit Sommer 2017 ist er für Sky tätig.
Bekannt ist er auch durch das Videospiel Pro Evolution Soccer, das er anfangs mit Wolff Fuss und seit 2015 mit Marco Hagemann kommentiert.

## Auszeichnungen
Im Jahr 2003 wurde er für die Premiere-Bundesligakonferenz mit dem Deutschen Fernsehpreis ausgezeichnet.

## Belege
1. ↑  TV-Reporter Hansi Küpper über sein erstes Dribbling. In: ruhrnachrichten.de. 9. Juni 2012, abgerufen am 22. Februar 2014.
2. ↑  TV-Reporter Hansi Küpper über sein erstes Dribbling. (Seite nicht mehr abrufbar, festgestellt im Juni 2025. Suche in Webarchiven)  Info: Der Link wurde automatisch als defekt markiert. Bitte prüfe den Link gemäß Anleitung und entferne dann diesen Hinweis. In: ruhrnachrichten.de.  9. Juni 2012, abgerufen am 14. Dezember 2012.
3. ↑  Hansi Küpper – Kommentator. In: ran.de. Abgerufen am 22. Februar 2014.

| Personendaten    | Personendaten                        |
| ---------------- | ------------------------------------ |
| NAME             | Küpper, Hansi                        |
| ALTERNATIVNAMEN  | Küpper, Hans Georg (wirklicher Name) |
| KURZBESCHREIBUNG | deutscher Fußballkommentator         |
| GEBURTSDATUM     | 20. Februar 1961                     |
| GEBURTSORT       | Essen                                |